# Zielona Góra (stad)
Zielona Góra (Duits: Grünberg in Schlesien) is een van de twee hoofdsteden van het Poolse woiwodschap Lubusz. Het is een eigen stadsdistrict (miasto na prawach powiatu) en heeft daarom een eigen stadspresident. Sinds 2006 vervult Janusz Kubicki deze functie. Zielona Góra tevens de hoofdzetel van de gelijknamige gemeente, hoewel ze niet tot het grondgebied van de gemeente behoort.
De oppervlakte van de stad bedraagt 278,32 km² en ze telt 140.297 inwoners (31.12.2018).

## Toponymie
Zowel de Poolse (Zielona Góra) als de Duitse naam (Grünberg) betekenen groene berg.

## Geschiedenis
Zielona Góra ligt in het historische Silezië.
In 1302 werd Grünberg voor het eerst vermeld als 'territoria Grunenbergensis', een plaats door de hertog van Glogau met Duits stadsrecht bedeeld. De stad ontwikkelde zich pas in de 15de eeuw, maar onder hertog Hans von Sagan stokte die ontwikkeling al snel toen deze in oorlog raakte met de koning van Bohemen en de stad in brand stak om haar niet in handen van de koninklijke legers te laten vallen. Niettemin kwam ze in 1490 toch onder de Boheemse kroon. In 1526 werd ze Habsburgs, toen de Habsburgers het Boheemse koningschap verwierven. Dit verhinderde voorlopig de, in 1522, door de stadsraad aangenomen, lutherse hervorming niet. Dat gebeurde pas in 1651 na de Dertigjarige Oorlog. De Vrede van Westfalen gaf de lutheranen wel het recht om buiten de stad een houten kerk te bouwen, die binnen een dag weer afgebroken moest kunnen worden.
Inmiddels was de welvaart van de stad door het oorlogsgeweld tot stilstand gekomen en de bevolking gedaald tot de helft: 5.000. In 1740 werd de stad Pruisisch, nadat het Oostenrijkse (Habsburgse) leger in een langdurige oorlog was verslagen. Economisch bleef de stad een centrum van textielindustrie en dat werd het nu ook voor de wijnbouw. De stad was van 1840 tot 1944 het centrum van het belangrijkste Silezische bruinkoolgebied. Pas halverwege de 19de eeuw was het bevolkingstal van begin 17de eeuw weer ingehaald. Dat verdubbelde tot 1910, en groeide nog even door tot 26.000 in 1939. De ooit grote Joodse gemeente was al in de loop van de 19de eeuw in aantal teruggelopen. De laatste 200 Joden werden tijdens de nationaalsocialistische terreur gedeporteerd en slechts weinigen van hen overleefden de nazi-terreur.
De bevolking vluchtte voor een groot deel bij de nadering van de Sovjet-legers in februari 1945 en ca. 500 van hen benamen zich het leven (zie Verdrijving van Duitsers na de Tweede Wereldoorlog). De achtergebleven werden gedeporteerd. Na de oorlog kwam een vrijwel nieuwe bevolking uit Polen voor hen in de plaats en na samenvoeging met de dorpen in de omgeving kwam de bevolking van de stad Zielona Góra, een letterlijke vertaling van de vroegere naam, op 50.000. De stad is een van de grootste stedelijke bevolkingsconcentraties en daarmee centrum van onderwijs en cultuur in Neder-Silezië geworden. Er is oorlogsschade geleden omdat het Sovjet-leger erlangs heen naar Berlijn trok. Afbraak na de oorlog betrof vooral huizen uit de 'Gründerzeit', tussen 1870 en 1910, die als 'te Duits' werden ondervonden. Alle kerken en ook de lutherse houten ‘Friedenskirche’ buiten de stad zijn in katholieke handen gegeven.
Sinds 2001 heeft de stad een universiteit.
De stad hoort sinds 1999 bij de woiwodschap Lubusz. Daarvoor hoorde het van 1950 tot 1998 bij de gelijknamige woiwodschap Zielona Góra.

## Geboren in Grünberg-Zielona Góra
- Abraham Scultetus (1566–1625), calvinistisch theoloog in de hervormde gemeente van Emden en afgevaardigde op de Synode van Dordrecht
- Rudolf Haym (1821–1901), afgevaardigde in het eerste Duitse parlement, hoogleraar literatuurgeschiedenis in Halle
- Wilhelm Foerster (1832–1921), astronoom en pacifist, lid van de ‘Deutsche Friedensgesellschaft’
- Leo von Dobschütz (1862–1934), generaal in het Duits-keizerlijke leger
- Otto Julius Bierbaum (1865–1910), satirisch schrijver en commentator in Berlijn onder de schuilnaam ‘Simplicissimus’
- Franz Mattenklott (1884–1954), generaal in de Wehrmacht
- Heinz Behrens (* 1932), film- en theatermaker en toneelspeler in de DDR
- Franz Wilhelm Prinz von Preußen (* 1943) achterkleinzoon van de laatste Duitse keizer Wilhelm II
- Olga Tokarczuk (* 1962), Pools schrijfster, winnares van de Nobelprijs voor Literatuur
- Grzegorz Luzynski (6 oktober 1984), Pools-Nederlandse hardstyle-dj en producer

## Geografie
De stad ligt in hooggelegen gebied, namelijk het Wał Zielonogórski. Aan de ene kant heb je plaatsen die zich op net 70 meter boven zeeniveau bevinden, maar aan de andere kant zijn er verhogingen aan de zuidkant van de stad die 210 meter hoog zijn.
Ten noorden en oosten op geruime afstand van de stad stroomt de rivier de Oder.

## Religie
Zielona Gora is de hoofdplaats van het bisdom Zielona Góra-Gorzów, dat deel uitmaakt van het aartsbisdom Szczecin-Kamień. Hoewel Zielona Gora de hoofdplaats van het bisdom is, staat de hoofdkerk in Gorzów Wielkopolski.
Zie ook: Cokathedraal Sint-Hedwig.

## Economie

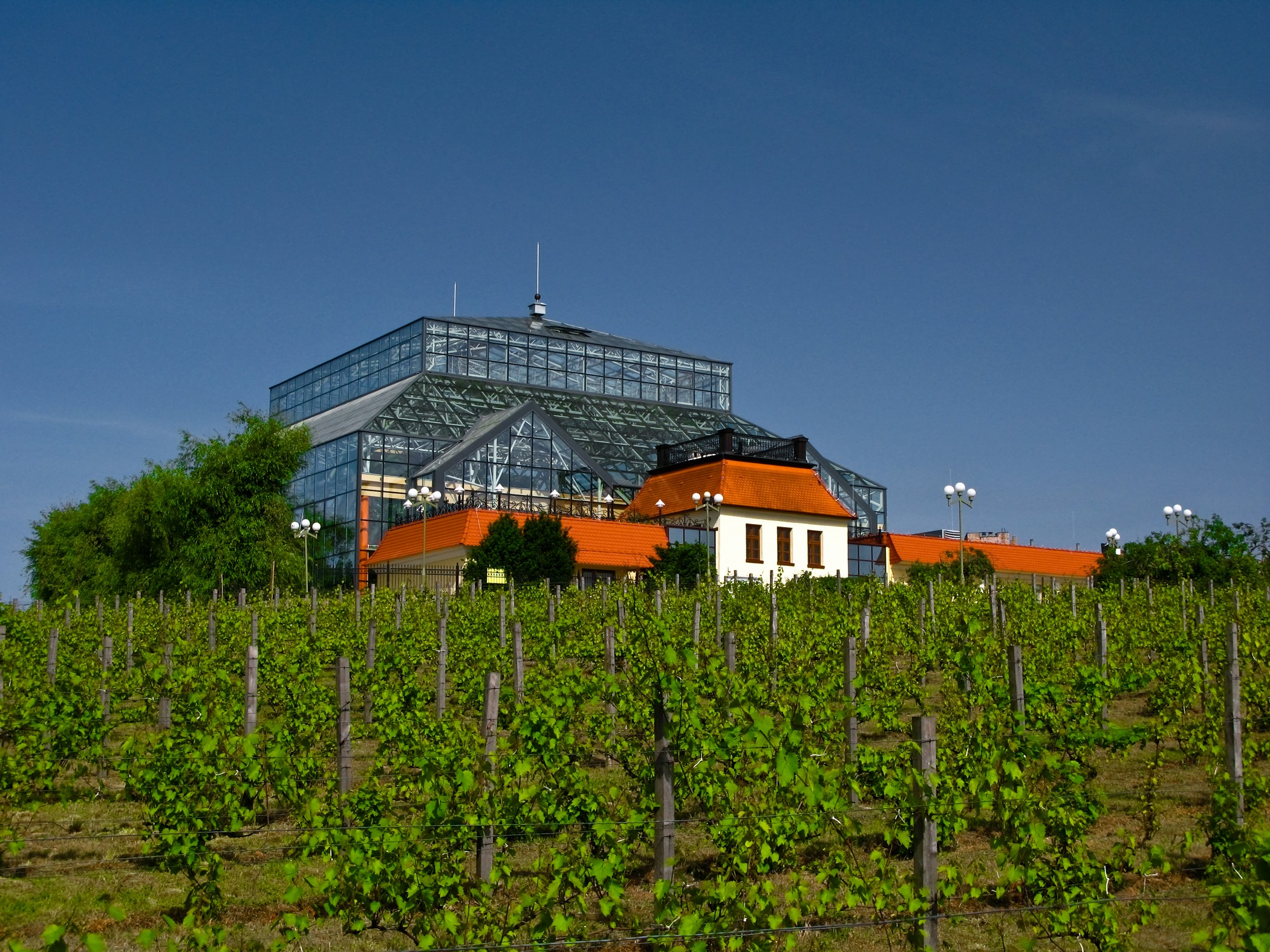
Het palmhuis met wijngaarden

### Wijnbouw
De stad en haar omgeving – met circa 200 hectare aan wijngaarden – speelt een belangrijke rol in de Poolse wijnbouw. Het ligt in een van de twee belangrijke streken waar wijn wordt verbouwd. De andere ligt de omgeving van de stad Warka. De eerste wijngaarden rondom de stad werden in 1314 aangelegd. 44 kilometer ten noorden van de stad ligt het klooster van Paradyż, waar monniken sinds 1250 wijn maken. Het aantal wijngaarden op moment van topproductie bedroeg 4000 in de omgeving en 2500 in de stad zelf. Tijdens de tijd van het communisme nam de wijnproductie af, maar na 1990 neemt hij weer toe. In de stad wordt tegenwoordig echter geen wijn meer gemaakt, wel is er nog steeds een jaarlijks wijnfestival sinds 1852.

## Verkeer en vervoer
De wegen die door het stadsgebied gaan zijn de van noord naar zuid lopende DK3, de DK27 die vanuit het zuidwesten komt en de van oost naar west lopende DK32.
De stad heeft een eigen treinstation, station Zielona Góra. Vroeger waren er ook nog drie andere stations: Górne Miasto, Jędrzychów en Dworzec Szprotawski.
Naast het treinstation beschikt de stad ook over een eigen vliegveld dat ongeveer 30 kilometer ten noorden van het stadscentrum ligt. Men kan vanaf daar naar Gdańsk en Warschau vliegen.

## Partnersteden

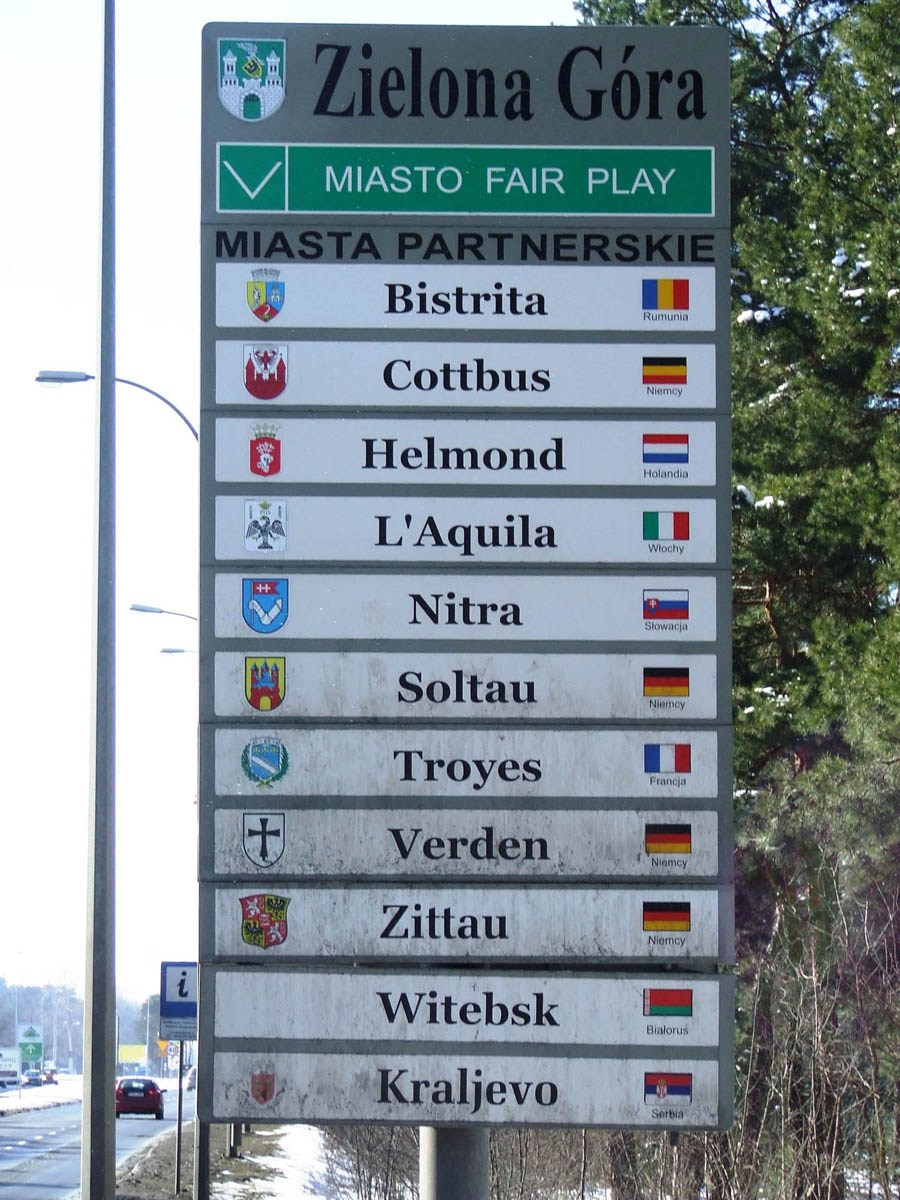
Een bord met de partnersteden van Zielona Góra

Zielona Góra heeft de volgende partnersteden (gehad):
| - Bistriţa (Roemenië), sinds 2001 - Cottbus (Duitsland), sinds 1975 - Helmond (Nederland), van 1994 tot en met 2014 - Kraljevo (Servië), sinds 1974 - L'Aquila (Italië), sinds 1996 | - Nitra (Slowakije), sinds 1992 - Troyes (Frankrijk), sinds 1970 - Verden (Duitsland), sinds 1993 - Wuxi (China), sinds 2009 - Zittau (Duitsland), sinds 2010 |

Daarnaast zijn er ook vriendschappelijke relaties met:
- Ivano-Frankivsk (Oekraïne)
- Soltau (Duitsland)
- Vitebsk (Wit-Rusland), sinds 2002

Stadsdistricten:
Gorzów Wlkp. · Zielona Góra 

Districten:
Gorzów · Krosno · Międzyrzecz · Nowa Sól · Słubice · Strzelce-Drezdenko · Sulęcin · Świebodzin · Wschowa · Zielona Góra · Żagań · Żary